# Magliano Alfieri
Magliano Alfieri (piemontiul: Majan ant ël Roé) település Olaszországban, Piemont régióban, Cuneo megyében. Lakosainak száma 2139 fő (2023. január 1.). Magliano Alfieri Castagnito, Castagnole delle Lanze, Castellinaldo, Govone, Neive és Priocca községekkel határos.

## Népesség
A település lakossága az elmúlt években az alábbi módon változott:
| Lakosok száma | 2186 | 2147 | 2139 |
|               | 2017 | 2018 | 2023 |